# ГЗК «Ерденет»
49°01′40″ пн. ш. 104°02′40″ сх. д. / 49.02777778° пн. ш. 104.04444444° сх. д.

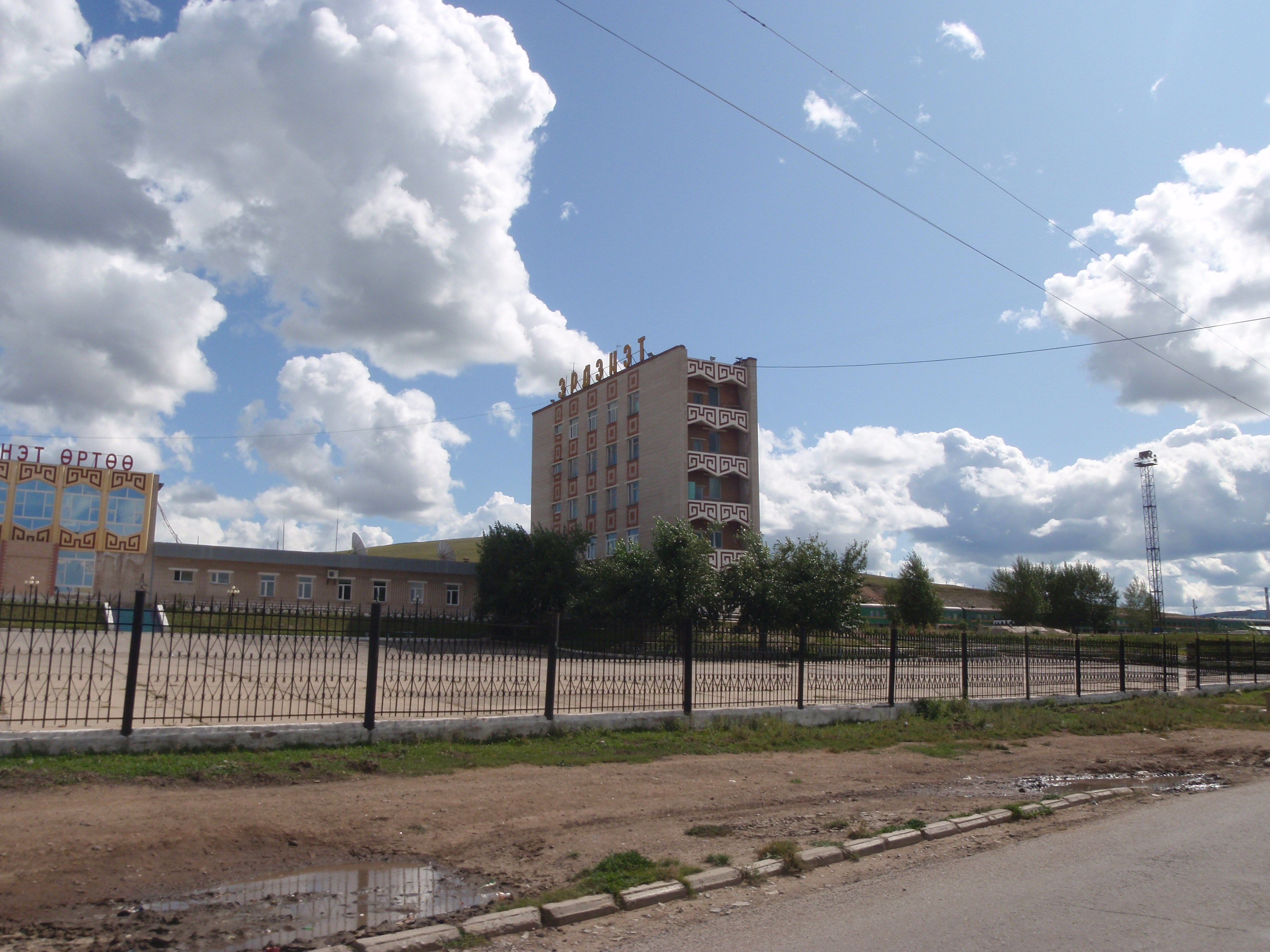
Адміністративна будівля ГЗК "Ерденет"

Спільне монголо-російське підприємство гірничо-збагачувальний комбінат «Ерденет» (монг. «Эрдэнэт» үйлдвэр) Скор. СП ГЗК «Ерденет» — гірничо-збагачувальний комбінат у місті Ерденет в Монголії. 

## Основні показники
ГЗК «Ерденет» у формі монголо-російського СП є місто утворюючим підприємством Ерденету. 2009 року це підприємство переробило рекордну кількість руди – 26 млн. тонн. 2010 року підприємство отримало чистий прибуток у сумі 110 млрд. тугриків.
 
СП «Ерденет» засновано 1972 року. Його сировинною базою є Ерденетська рудоносна зона (довжина 22 км, ширина – 5 км). Зараз експлуатується північно-західна ділянка родовища Ерденетійн-Овоо. Його затверджені запаси близько 1,3 млрд. тонн руди. Владі Монголії у підприємстві належить 51%, Росії – 49%. ГЗК добуває щороку 25 млн. тонн мідної руди, виробляє 550-570 тис. тонн міднорудного концентрату, до 50 тис. тонн  молібденого концентрату. 2007 року виручка від реалізації склала 1,4 млрд. доларів, запасів руди вистачить на 30 років. З початку 2000-х років СП переорієнтувалось на Китай, куди йде 90% мідного концентрату.
На початку 2010-х років навколо підприємства виник конфлікт пов’язаний з тим, що на частку у цьому підприємстві претендує ряд російських підприємств та бажання РФ отримати контрольну долю в підприємстві.
 

## Персонал
Станом на 1 січня 2000 р. чисельність працівників комбінату склала 6604 чоловік, з них 5488 чоловік представляють монгольську сторону, 1072 – російську сторону, з них з Росії – 558 чоловік (52,1%), Казахстану 327 чоловік (30,5%), України 162 людини (15%), решта – 25 людей (2,3%) громадяни Вірменії, Узбекистану, Азербайджану, Білорусі та Киргизстану.
В управлінні підприємства у 1999 році брало участь 192 людини, з них монгольську сторону представляли 153 людини (79,7%), російську – 39 чоловік (20,3%), у 2000 р. – 197 чоловік, з них монгольська сторона – 156 чоловік (79,2%), російська – 41 людина (20,8%). 
Станом на 1 січня 2001 року чисельність персоналу 6518 чоловік, у тому числі на долю монгольської сторони припадає 5485 чоловік, на представників Росії – 1033  людини,  зокрема з Росії 542 людини (52,5%), Казахстану – 311 (30,1%), України – 155 (15%), 25 людей (2,4%) – громадяни Вірменії, Узбекистану, Азербайджану, Білорусі та Киргизстану.

## Сировинна база
Сировинною базою СП «Ерденет» є Ерденетська перспективна рудоносна зона. Станом на 1 січня 2001 року об’єм відкритих запасів складає 46 млн. тонн із вмістом міді 0,7%, молібдену – 0,0195%, об’єм підготовлених запасів – 27,4 млн. тонн з вмістом міді 0,686% та молібдену 0,017%.
Поставки молібденового концентрату в Росію у період з 1996 по 1998 року суттєво скоротились і склали у 1996 р. –20% від загального об’єму поставок, у 1997 р. – 9,1%, 1998 р. – 11,6%. За 1999-2000 понад 87% всіх експортних поставок здійснювалось у Китай, У Росію – не більше 13%. 1999 року частина мідного концентрату (2,7 тисяч тонн на суму 577,9 тис. доларів) який був призначений для експорту в РФ був проданий у Китай, натомість у РФ було скеровано 47,4 тис. тонн чи 33% від виділеної квоти.